# In Verteidigung der Gesellschaft
In Verteidigung der Gesellschaft ist ein bei Gallimard 1996 unter dem Titel Il faut défendre la société erschienenes Werk. Es handelt sich um eine Sammlung von Vorlesungen, die Michel Foucault 1975 und 1976 am Collège de France gehalten hat. Die Vorlesungen wurden von einer Vielzahl an Tonbandaufnahmen transkribiert. Foucault geht darin der Frage nach, wie Machtverhältnisse nach dem Modell des Krieges analysiert werden können. Dabei zielt er auf eine Umkehrung der Carl von Clausewitz’schen These ab, der Krieg sei die Fortsetzung der Politik mit anderen Mitteln.